# Forêt de Thuringe
Pour les articles homonymes, voir Thuringe (homonymie).
La forêt de Thuringe (en allemand : Thüringer Wald) est un massif de moyennes montagnes du Land allemand de Thuringe qui s'étend sur environ 70 km de long et 20 km de large entre la vallée de la Werra jusqu'aux monts de Thuringe au sud-est. Son point culminant est le Großer Beerberg avec 983 m d'altitude. Il fait partie intégrante du massif de Thuringe-Franconie.
Le massif est presque entièrement recouvert par la forêt, ce qui en fait un des poumons verts au cœur de l'Allemagne. Les nombreux sentiers et le vaste choix d'hébergements comblent les amateurs de randonnées et les estivants. La chaîne montagneuse est protégée par le parc naturel de la forêt de Thuringe.

## Géographie

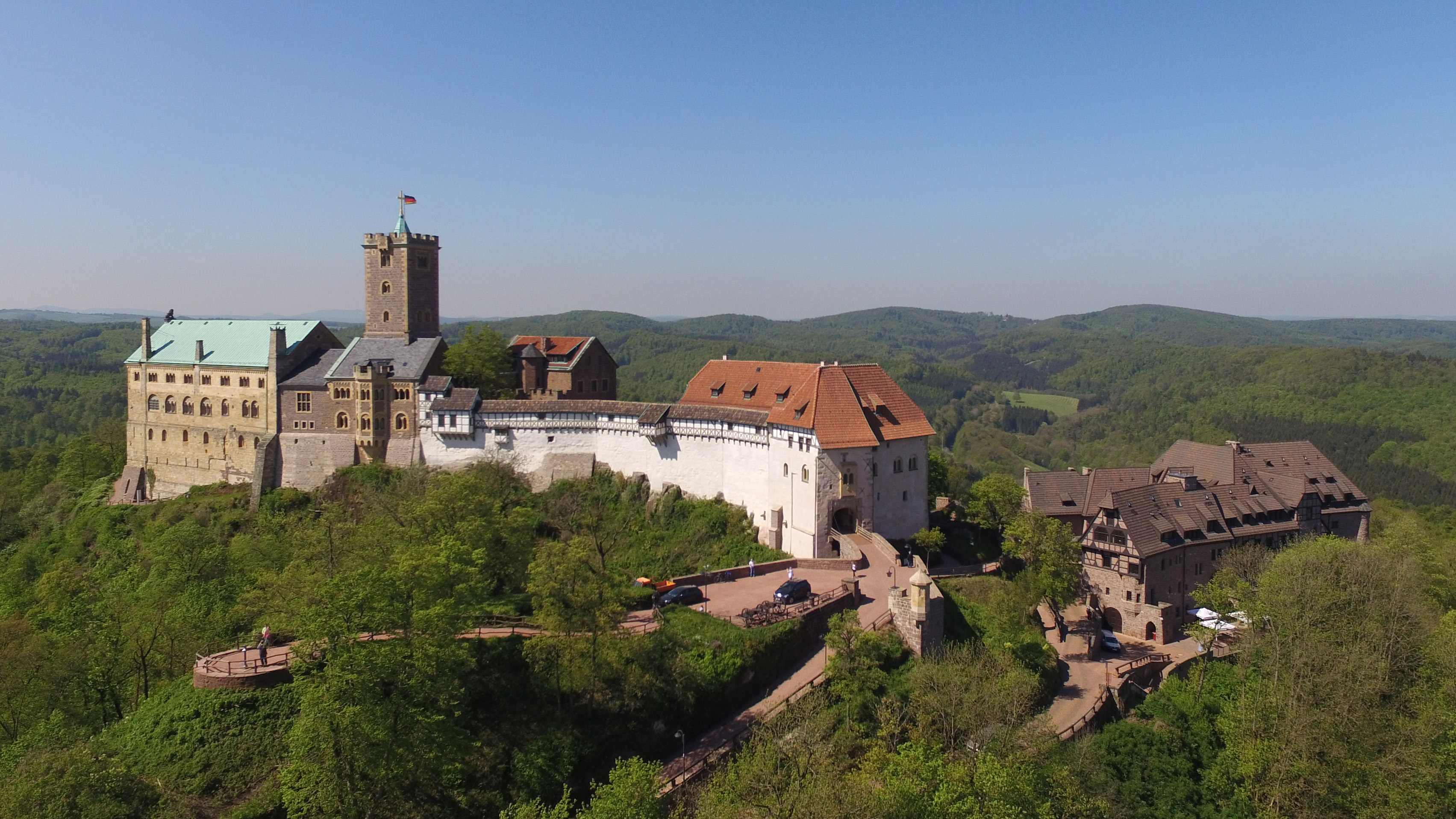
Château de la Wartbourg.

Le massif s'étend selon un axe allant du nord-ouest au sud-est de la Werra près d'Eisenach jusqu'à la limite des monts de Thuringe à Gehren et Schleusegrund ; les deux massifs sont souvent considérés de façon unitaire. La crête principale est la ligne de partage des aux séparant les vallées des affluents de la Saale (Gera et Ilm) au nord-est et la Werra (Schleuse et Hörsel) au sud-ouest. Le point culminant de tout le massif se situe au Großer Beerberg (983 m) près de Suhl.
La Bundesautobahn 71 traverse la chaîne de montagnes par le tunnel du Rennsteig, ouvert en 2003, le plus long tunnel routier en Allemagne avec un longueur de 7 916 m. Parallèlement, la LGV Nuremberg – Erfurt passe sous le massif.

## Histoire culturelle
Le Rennsteig, un chemin suivant ses sommets le long de la crête principale, est maintenant un sentier célèbre qui marque la frontière entre les régions traditionnelles de la Thuringe au nord et de la Franconie au sud. Depuis l'aube des temps modernes, les deux côtés de la montagne étaient sous la domination des Wettin, souverains de Saxe ; néanmoins, les dialectes du moyen allemand oriental (thuringien) et du allemand supérieur (francique oriental), ainsi que les coutumes et costumes traditionnels, sont différents de chaque côté du Rennsteig jusqu'à aujourd'hui.
La forêt de Thuringe est célèbre pour le château de la Wartbourg, où Martin Luther resta pendant un moment en exil y traduisant la Bible, et ses stations de sports d'hiver dont la plus connue est sans doute Oberhof, le haut-lieu du biathlon allemand.

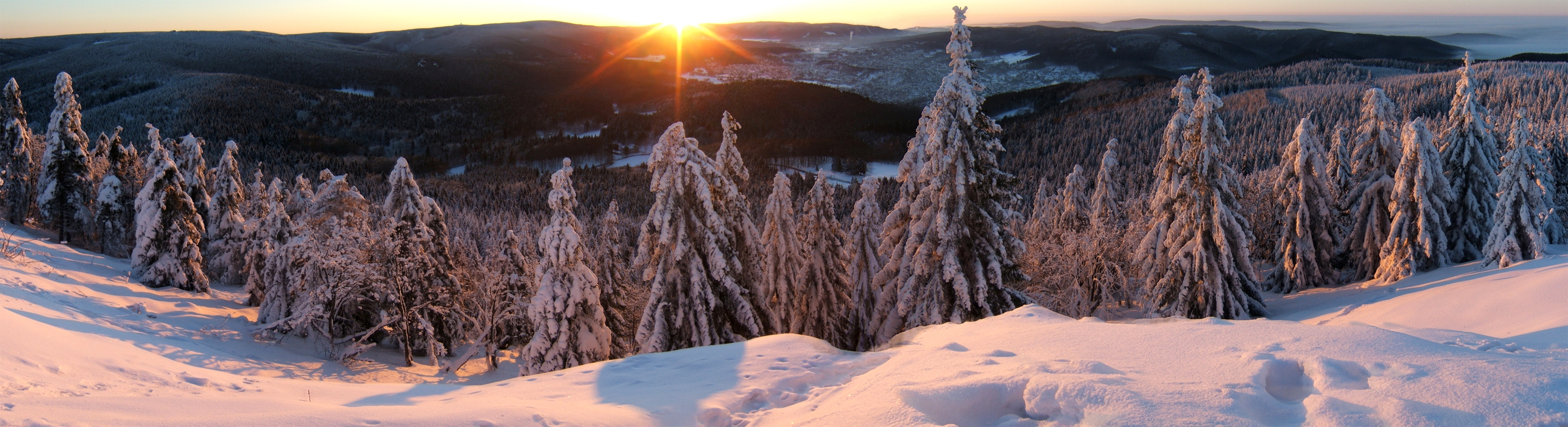
Lever de soleil sur la montagne Ruppberg près de Zella-Mehlis (Forêt de Thuringe, Allemagne)

## Réserve de biosphère
La réserve de biosphère de l'UNESCO s'étend sur une superficie totale de 17 081 ha.
Créée par le gouvernement de la RDA en 1979 sous le nom de Vessertal sur une superficie de 1 384 ha, c'est la première réserve de biosphère d'Allemagne. De 2006 à 2016, elle est renommée sous le nom de Vessertal-Forêt de Thuringe et depuis 2016, elle prend son nom actuel.

## La forêt de Thuringe au cinéma
Les forêts de montagne se sont faites une renommée en tant que coulisse pour les films et séries télévisées, dont :
- 1950 : Cœur de pierre (Das kalte Herz)
- 2004 : Wer küsst schon einen Leguan?
- 2006 : Hansel et Gretel (Hänsel und Gretel)
- 2007 : Stella et l'étoile d'Orient (Stella und der Stern des Orients)
- 2011 : Löwenzahn – Das Kinoabenteuer
- 2011 : Tom Sawyer
- 2011 : Dreileben
- 2013 : L'oie d'or (Die goldene Gans)